# Villers-l'Évêque
Villers-l'Evêque, (Nederlands: Biscopweiler), is een dorp in de Belgische provincie Luik, en een deelgemeente van de Waalse gemeente Awans. Villers-l'Evêque was een zelfstandige gemeente, tot die bij de gemeentelijke herindeling van 1977 toegevoegd werd aan de gemeente Awans.
Villers-l'Evêque is een Haspengouws landbouw- en woondorp in het westen van de gemeente Awans. De dorpskern ligt ten noorden van de oude steenweg van Brussel naar Luik.

## Geschiedenis
De heerlijkheid Villers was al in de 10e eeuw schatplichtig aan de bisschop van Luik. Aan het begin van de 13e eeuw kwam ook de voogdij van Villers bij prins-bisschop Hugues de Pierrepont. Dit bleef zo tot 1784 toen prins-bisschop François-Charles de Velbrück de heerlijkheid verpandde. Het perron van Villers werd opgericht in 1765. Het was een teken van de gemeentelijke vrijheid en de plaats waar wetten werden afgekondigd en recht werd gesproken. Na de Franse Revolutie werd het perron afgebroken. In 1930 vond de deken van Villers-l'Évêque het perron terug en deze werd in 1975 weer opgericht op de oorspronkelijke lokatie.

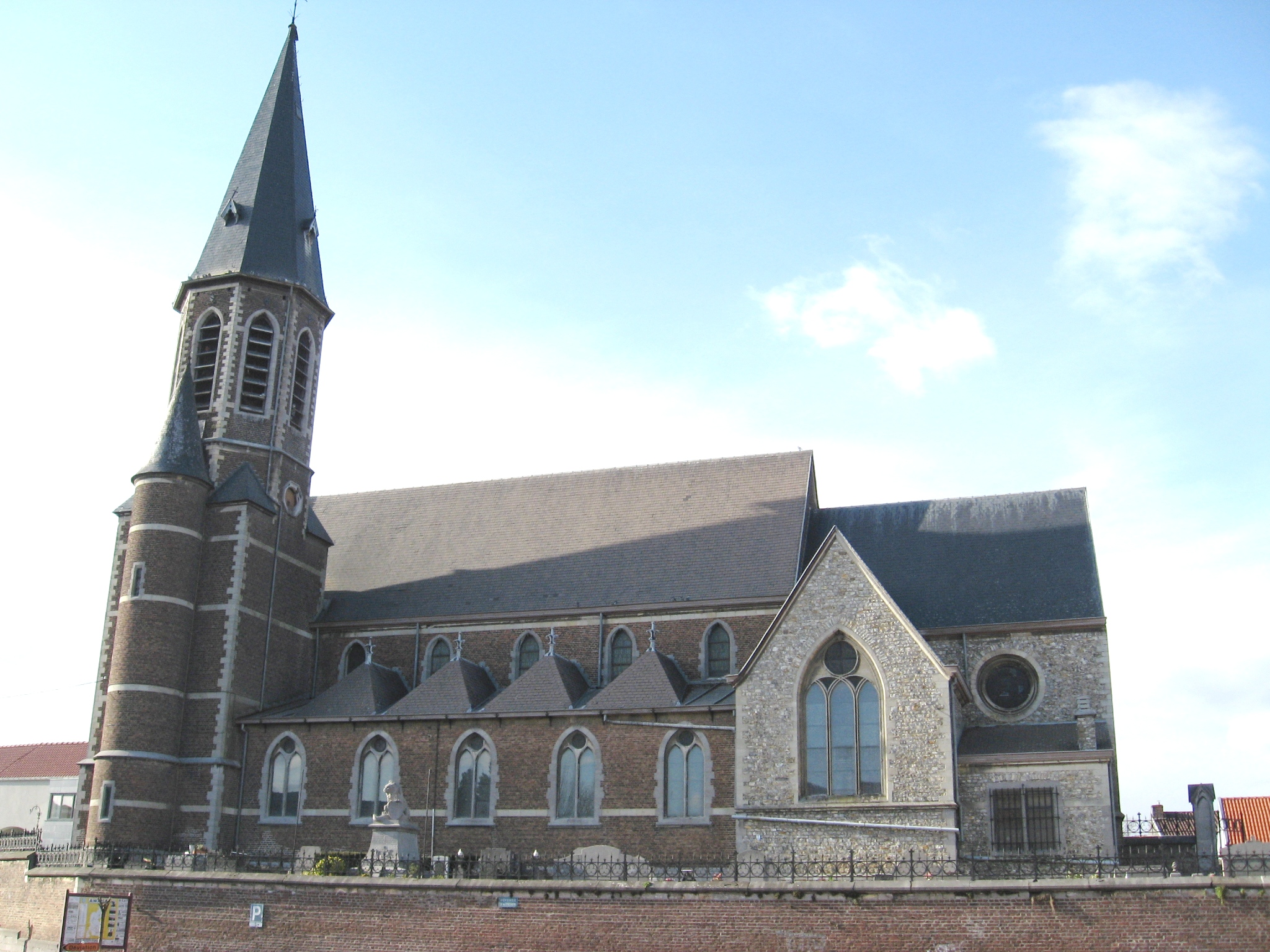
De Onze-Lieve-Vrouwkerk

## Bezienswaardigheden
- De Onze-Lieve-Vrouwekerk (Église Notre-Dame) is een neogotisch kerkgebouw van 1891. Het koor en het noordelijke transept uit de 15e eeuw bleven toen behouden en zijn sinds 1937 beschermd als monument.[1]
- Het perron van omstreeks 1765, werd in 1930 teruggevonden en herplaatst. Sinds 1937 is het een beschermd monument.

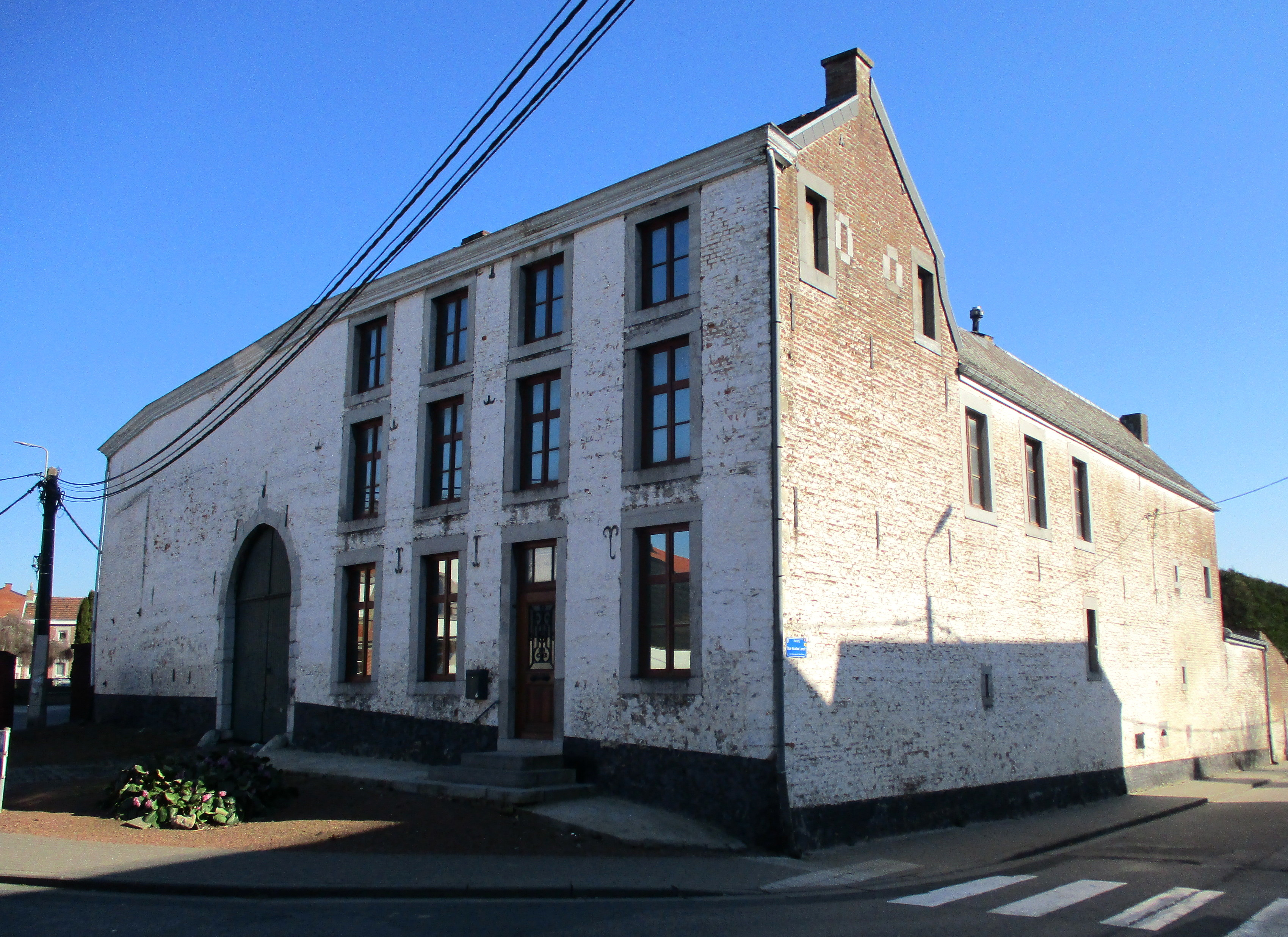
Hoeve château Bata (17de eeuw)
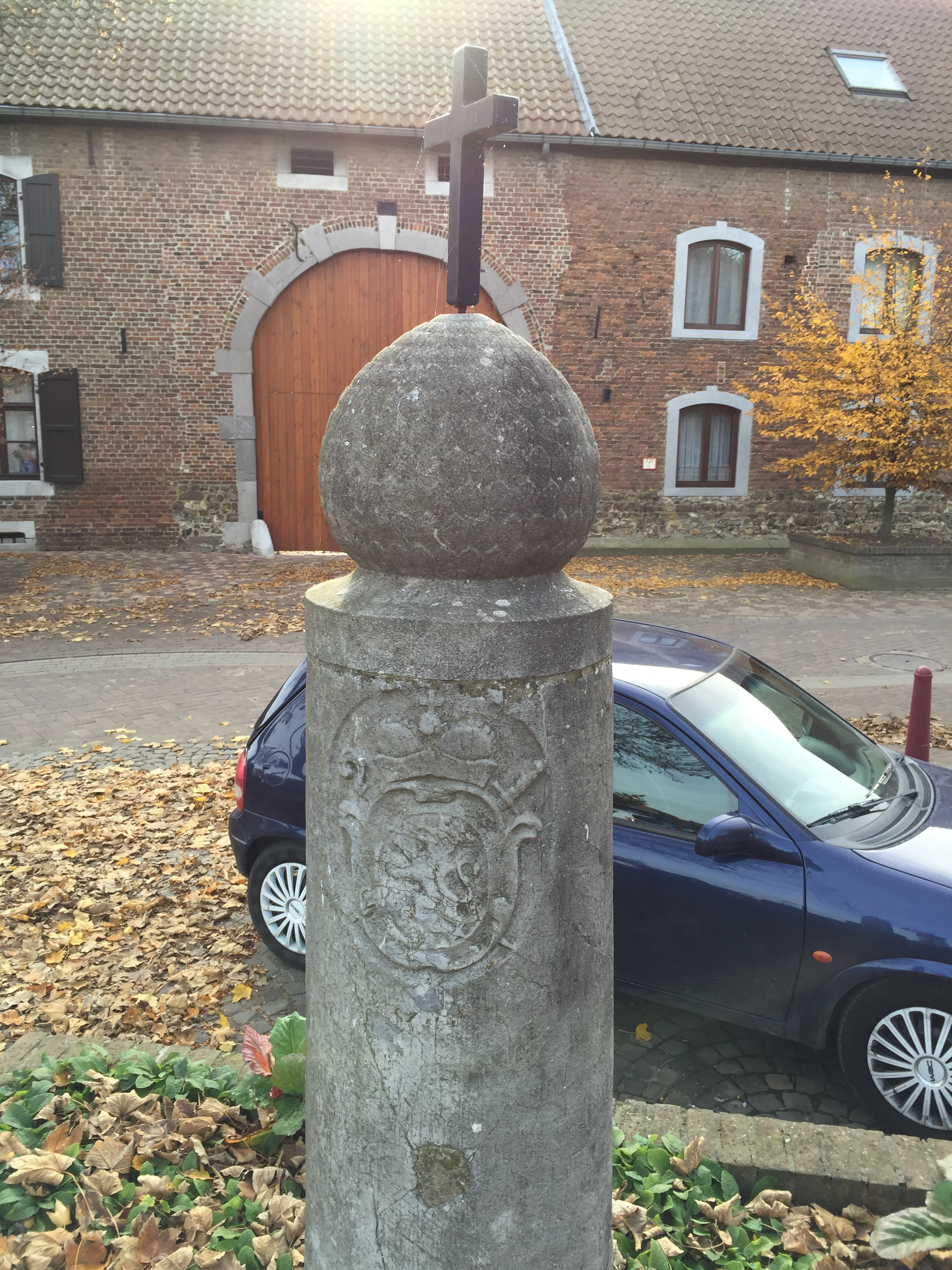
Perron van Villers-l'Évêque

## Natuur en landschap
De hoogte aan de kerk bedraagt 143 meter.

## Demografische ontwikkeling
- Bronnen:NIS, Opm:1831 tot en met 1970=volkstellingen, 1976= inwoneraantal op 31 december

## Personen uit Villers-l'Évêque
- Henry Du Mont of Henry de Thier, zijn ouders waren afkomstig uit Villers-l'Évêque en vestigden zich eerst in Borgloon waar Henry Du Mont geboren werd in 1610 en vanaf 1613 in Maastricht. Volgens een gedenkplaat aan de kerk van Villers-l'Évêque werd hij geboren in Villers-l'Évêque. Dit betrof echter zijn gelijknamige vader. De beroemd geworden zoon werd in Borgloon geboren. Hij was componist van barokmuziek en kapelmeester van de Chapelle Royale in Versailles, overleden in Parijs in 1684.

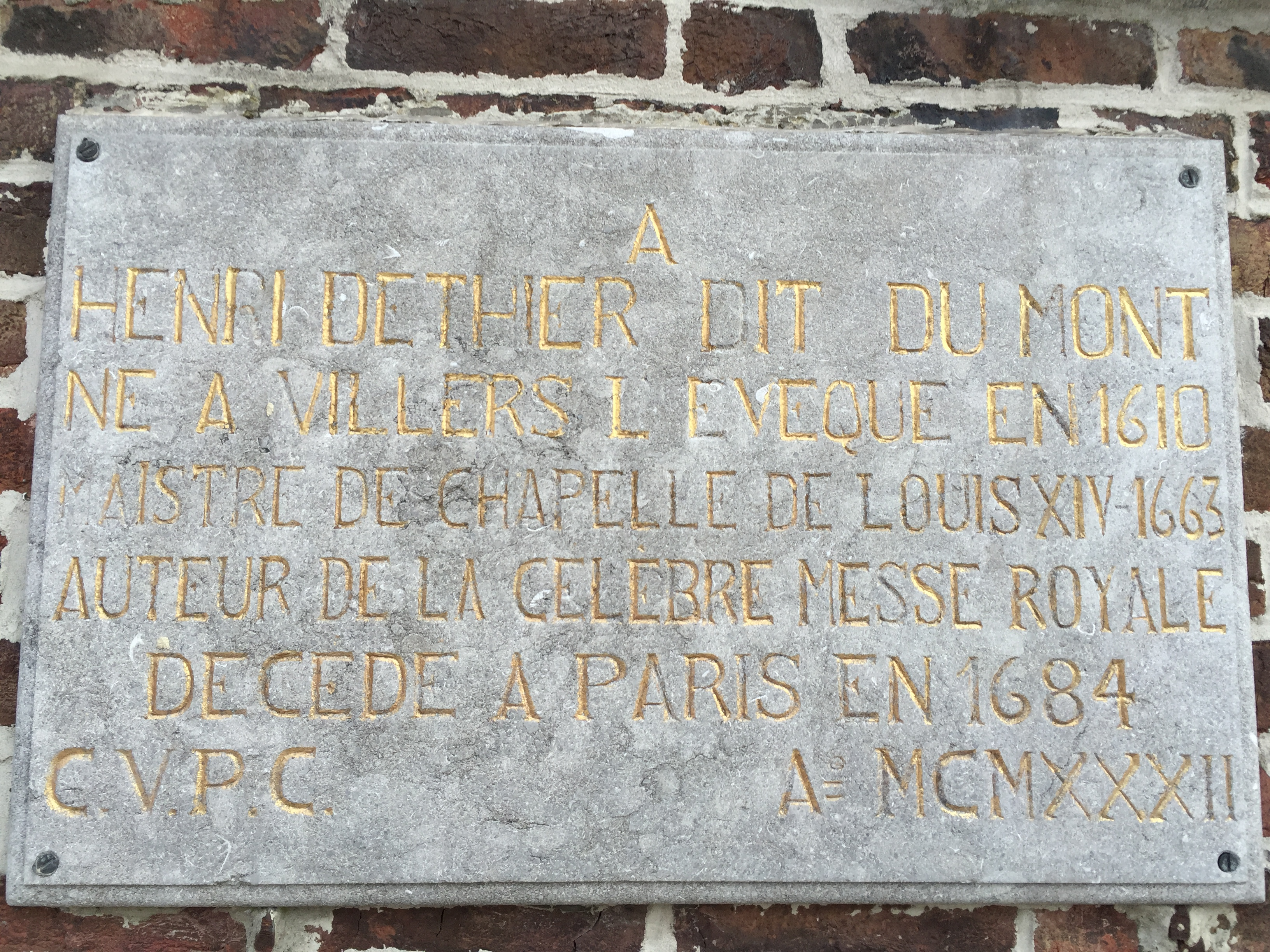
Gedenkplaat voor Henri de Thier (Du Mont) geplaatst aan de ingang van de kerk Notre-Dame in Villers-l'Évêque in 1932 waar Henri de Thier geboren zou zijn

## Nabijgelegen kernen
Herstappe, Odeur, Fooz, Othée, Xhendremael
Deelgemeenten: Awans · Elch (Othée) · Fooz · Hognoul · Villers-l'Évêque

Belgische gemeenten · arrondissement Luik · provincie Luik · Wallonië